# Ібенешть-Педуре
Ібенешть-Педуре, Ібенешті-Педуре (рум. Ibănești-Pădure) — село у повіті Муреш в Румунії. Входить до складу комуни Ібенешть.
Село розташоване на відстані 272 км на північ від Бухареста, 40 км на північний схід від Тиргу-Муреша, 105 км на схід від Клуж-Напоки, 131 км на північ від Брашова.

## Населення
За даними перепису населення 2002 року у селі проживали 435 осіб, з них 433 особи (99,5%) румунів. Рідною мовою 433 особи (99,5%) назвали румунську.